# Ondrušky
Ondrušky (německy Ondruschka) jsou osada, která je součástí obce Březí na Moravě v okrese Žďár nad Sázavou. Vesnice je tvořena širokou nepravidelnou návsí se zvonicí uprostřed, všechny domky mají předzahrádky.

## Historie
Osada byla vystavěna mezi lety 1560 a 1590. Zdejší osadníci pocházeli ze dnes zaniklé vsi Rohy, která se nacházela v blízkosti hájenky Na Rohách při silnici mezi Skřinářovem a Heřmanovem. Původní název zněl proto Nové Rohy, od konce 17. století se používá název Ondrušky.
| Rok            | 1869 | 1880 | 1890 | 1900 | 1910 | 1921 | 1930 | 1950 | 1961 | 1970 | 1980 | 1991 | 2001 |
| -------------- | ---- | ---- | ---- | ---- | ---- | ---- | ---- | ---- | ---- | ---- | ---- | ---- | ---- |
| Počet obyvatel | 80   | 76   | 70   | 79   | 68   | 69   | 67   | 61   | 54   | 41   | 26   | 22   | 13   |